# Woldemar Gastpary

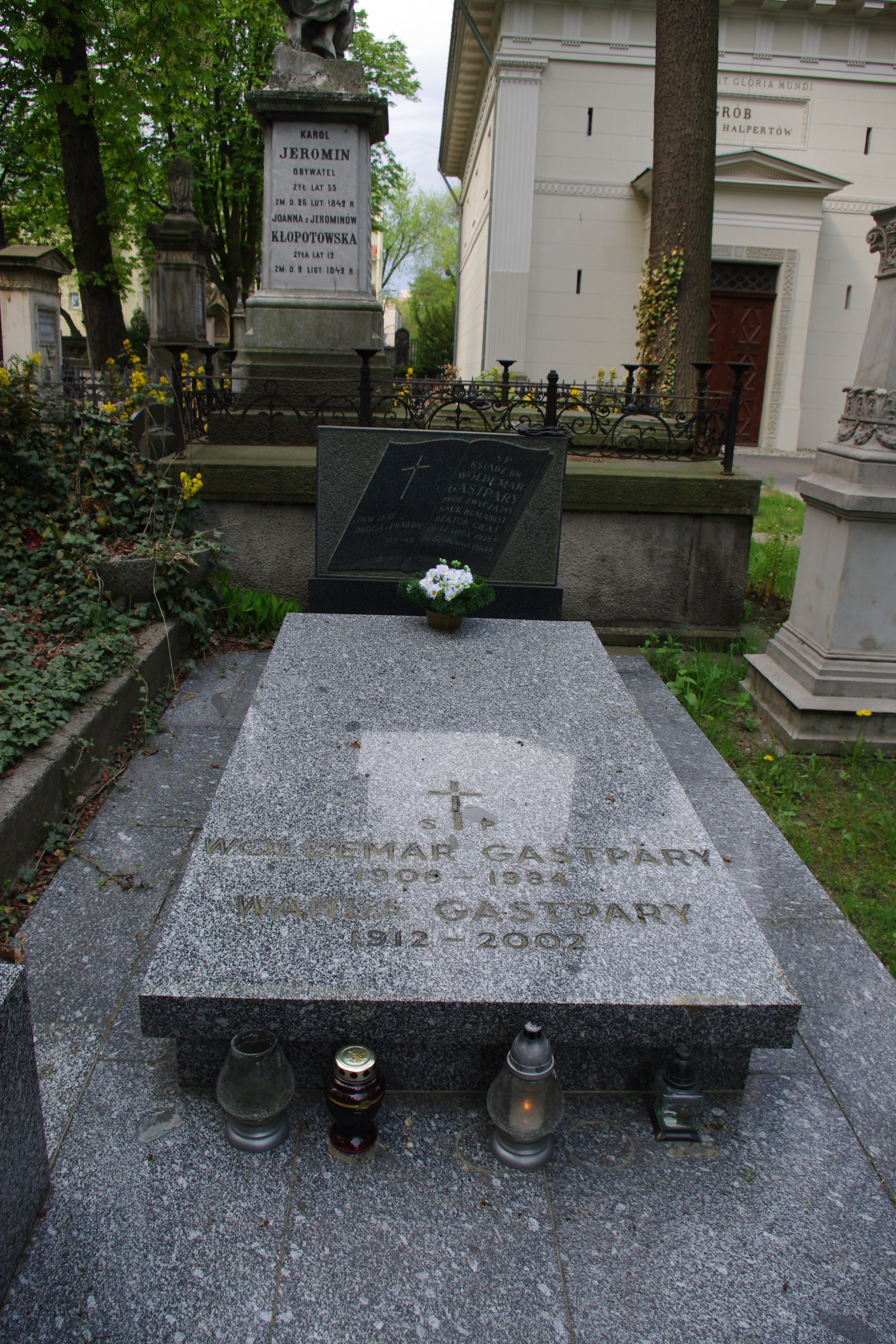
Grób ks. prof. Woldemara Gastparego – rektora Chrześcijańskiej Akademii Teologicznej w Warszawie na Cmentarzu ewangelicko-augsburskim w Warszawie

Woldemar Gastpary (ur. 12 lipca 1908 w Henrykowie koło Zduńskiej Woli, zm. 22 grudnia 1984 w Warszawie) – duchowny Kościoła Ewangelicko-Augsburskiego w RP, w latach 1965–1981 rektor Chrześcijańskiej Akademii Teologicznej w Warszawie.

## Życiorys
W latach 1927–1932 studiował teologię na Wydziale Teologii Ewangelickiej Uniwersytetu Warszawskiego, w ich trakcie odbył praktykę w parafii w Mościskach nad Bugiem. Został ordynowany w 1932 roku. Do wybuchu II wojny światowej pracował jako wikariusz i prefekt w Tomaszowie Mazowieckim. W 1939 obronił na Uniwersytecie Warszawskim doktorat z teologii. W 1939 aresztowany przez hitlerowców, był więziony w Piotrkowie Trybunalskim, następnie przewieziony do obozów w Oranienburgu i Dachau, gdzie przebywał do 1945.
Po wojnie został proboszczem administratorem w Tomaszowie Mazowieckim (1945–1950), a następnie proboszczem tej parafii (1951–1953). W latach 1953–1965 był proboszczem parafii św. Trójcy w Łodzi. W latach 1950–1954 był seniorem diecezji łódzkiej, a w latach 1954–1957 seniorem diecezji warszawskiej. W 1957 został wybrany prezesem Synodu Kościoła Ewangelicko-Augsburskiego w Polsce.
Niezależnie od pracy duszpasterskiej zajmował się badaniami historycznymi z dziejów polskiego protestantyzmu. W 1949 został adiunktem na Wydziale Teologii Ewangelickiej Uniwersytetu Warszawskiego, a po jego likwidacji w 1954 w Chrześcijańskiej Akademii Teologicznej), w której w 1955 został zastępcą profesora, a w 1957 docentem. Był wieloletnim rektorem Chrześcijańskiej Akademii Teologicznej (w latach 1965–1981). W 1966 został profesorem nadzwyczajnym, w 1967 kierownikiem Katedry Teologii Historycznej, a w 1972 profesorem zwyczajnym. Wchodził w skład prezydium Polskiej Rady Ekumenicznej, współpracował z Komisją Mieszaną Polskiej Rady Ekumenicznej i Kościoła Ewangelickiego w Niemczech. Był członkiem Sekcji Warszawskiej Towarzystwa Przyjaciół Zduńskiej Woli.
Ogłosił ponad 150 prac, w tym kilka monograficznych oraz skryptów akademickich. Współpracował z wydawaną przez Towarzystwo Naukowe Katolickiego Uniwersytetu Lubelskiego Encyklopedią katolicką. W 1979 uzyskał doktorat honorowy Uniwersytetu Humboldta w Berlinie.
Pochowany na cmentarzu ewangelicko-augsburskim przy ulicy Młynarskiej (aleja 10, grób 2).

## Wybrane publikacje
- Historia Kościoła. Okres starożytny, Wydawnictwo ChAT, Warszawa 1967
- Sprawa toruńska 1724, Wydawnictwo ChAT, Warszawa 1969.
- Historia Kościoła. Okres średniowieczny, Wydawnictwo ChAT, Warszawa 1970.
- Biskup Bursche i sprawa polska, Wydawnictwo ChAT, Warszawa 1972.
- Historia Kościoła. Okres nowożytny, Wydawnictwo ChAT, 1972, 1979.
- Historia Kościoła. Okres średniowieczny, Wydawnictwo ChAT, Warszawa 1973.
- Historia protestantyzmu w Polsce od połowy XVIII wieku do I wojny światowej, Wydawnictwo ChAT, Warszawa 1977
- Protestantyzm w Polsce w dobie dwóch wojen światowych. Cz. 1, 1914–1939, Wydawnictwo ChAT, Warszawa 1978.
- Historia Kościoła w Polsce, Wydawnictwo ChAT, Warszawa 1979.
- Protestantyzm w Polsce w dobie dwóch wojen światowych. Cz. 2, 1939–1945, Wydawnictwo ChAT, Warszawa 1981[3]